# Соколов, Александр Николаевич (протоиерей)
Алекса́ндр Никола́евич Соколо́в (1817, Кохма, Владимирская губерния — 21 мая [3 июня] 1903, Санкт-Петербург) — священник Русской православной церкви, общественный деятель, педагог, «один из почтеннейших протоиереев в Петербурге».

## Образование и служба
Родился в селе Кохма Шуйского уезда Владимирской губернии в семье священника. Учился в Шуйском духовном училище и Владимирской духовной семинарии (1833—1837).
В числе лучших переведён в Санкт-Петербургскую духовную академию, которую окончил 17-м магистром XIV курса (1837—1841); тема магистерского сочинения: «Об антихристе против раскольников». 20 июля 1841 года рукоположен в диаконы, 21 августа — в иереи.
7 октября того же 1841 года определён в Тверскую духовную семинарию профессором «Священного Писания, патристики и чтения отцев греческих и латинских».
С 19 января 1842 вместо того — профессором физико-математических наук, естественной истории и сельского хозяйства двух отделений. В Тверской семинарии он преподавал до мая 1845 года.
22 июля 1843 года назначен священником к тверскому Спасо-Преображенскому кафедральному собору, однако уже в апреле 1845 года переведён в Санкт-Петербург на должность священника и законоучителя при Константиновском кадетском корпусе. С 9 сентября 1859 года — в сане протоиерея.
22 января 1864 года Александр Соколов назначен настоятелем церкви Владимирской иконы Божией Матери.
Причт церкви о. Александр возглавлял более четверти века. В этот период в приходе широко отмечались два столетних юбилея: освящения нижнего (1868) и верхнего (1883) храмов. В церкви идут масштабные ремонтные и строительные работы: проводится калориферная система отопления, пристраиваются объёмы для лестниц на северном и южном фасадах; освящены два новых придела; перекрыты и вызолочены купола; на колокольню поднят новый большой колокол. Активно застраивался принадлежавший церкви участок, ограниченный Большой Московской, Ямской улицами и Кузнечным переулком. Так, в 1878 году на самом углу, на месте старого трехэтажного деревянного дома, был возведен новый, четырёхэтажный каменный, с двухэтажным флигелем во дворе. Оставаться в стороне от всех этих забот протоиерей, возглавлявший строительную комиссию, конечно, не мог.
Положение настоятеля одной из лучших церквей Санкт-Петербурга и личный его авторитет способствовали активному участию священника в общественной жизни города. В 1864—1884 о. Александр — благочинный VII округа. В разные годы состоял членом комитета Александро-Невского дома призрения бедных духовного звания, общества вспомоществования недостаточным студентам Санкт-Петербургской духовной академии, Губернского комитета по сбору пожертвований на приобретение судов морского добровольного флота (1878—1879), председателем комиссии по возобновлению Спасо-Сенновской церкви, комиссии для проверки порядка управления городскими кладбищами. Однако главной общественной заслугой священника стала деятельность, которую при его председательстве в 1865—1889 годах проводило Благотворительное общество для вспоможения приходским бедным при Владимирской церкви.
Общество было открыто 23 июня 1865 года, в храмовый праздник — день чествования Владимирской иконы Божией Матери. Согласно уставу, о. Александр как настоятель храма возглавил правление общества и, наряду с другими священниками церкви, был его учредителем. Первоначально деятельность общества сводилась к распределению скромных сумм среди нуждающихся в материальной помощи прихожан. Списки этих лиц уточнялись членами общества в процессе наблюдения за жизнью жителей прихода. В конце 1860-х годов в церковном доме выделили квартиру для проживания бедных вдов с детьми. В 1868 году при обществе была организована богадельня для пятнадцати престарелых бедных женщин.
В 1880 году на углу Кузнечного переулка и Ямской улицы общество выстроило собственный трехэтажный дом. Здесь на третьем этаже разместились богадельня и квартира для вдов. После того число призреваемых в нём женщин увеличилось до 36.
21 января 1873 года в том же доме был открыт дневной детский приют со школой. К 1885 году его регулярно посещало до 60 детей. Богадельней с самого её основания также заведовал сам прот. А. Н. Соколов. В 1890 году общество отметило свой малый юбилей — двадцатипятилетие. К этому времени оно объединяло в своих рядах около сотни действительных членов. Как отмечалось в юбилейном отчете, за 25 лет существования общества на благотворительные цели им было употреблено без малого 150 тыс. р..
В 1891 году в двух городах, в Твери и в столице, отмечался и личный юбилей отца Александра — пятидесятилетие его священнического служения. 21 августа протоиерей «предстоятельствовал на торжественном соборном служении литургии в тверском кафедральном соборе, после которой самим архиепископом… совершен был благодарственный молебен с возглашением многолетия юбиляру». Праздничное соборное богослужение с благодарственным молебствием прошло и в петербургской Владимирской церкви. «Депутация от прихожан», поздравляя о. настоятеля по его возвращении в столицу, «просила принять от них собранную ими сумму, около 1000 р., для употребления… по его усмотрению, на что он признает нужным и полезным». О. Александр передал деньги в Шуйское духовное училище с тем, чтобы на проценты с его пожертвования в училище была открыта стипендия для содержания одного из самых бедных студентов.
«За ревностное служение» прот. Александр Соколов был удостоен едва не всех принятых в духовном сословии иерархических наград: набедренника, скуфьи, фиолетовой камилавки, наперсного креста и палицы.
Последние годы пастырского служения о. Александра были омрачены, однако, серьезными невзгодами. В приходе якобы обнаружилась растрата. Настоятель был обвинен в недосмотре. Хотя священник покрыл большую часть суммы из собственных средств, в 1891 году он всё же был выведен за штат церкви. Гнев неправедный и незаслуженное, по мнению некоторых современников, порицание о. Александр воспринял тяжело и переживал болезненно. Грустью пронизаны строки его писем тверскому архиерею Савве (Тихомирову):

«…Здоровье мое некрепкое, но и безбольное, — сообщает он в 1893 году — Ежедневно хожу в церковь, по временам служу. Никто меня не тревожит, и я никого не тревожу. Доживаю дни моей жизни смирно и тихо. Вечер моей жизни, действительно, мирен и ясен. Трудился и служил, сколько мог и как умел. Правде не изменял. Если вредил кому — то себе».
С 1864 года жил в церковном доме (Кузнечный пер., 1). Здесь же он и скончался 21 мая (3 июня) 1903 года. Похоронен был на Волковом кладбище рядом с сыном Михаилом и зятем прот. И. А. Стратилатовым, за которым была замужем его дочь Надежда.

## Семья
Жена, Вера Васильевна (1825—?), была дочерью священника В. Е. Разумовского, служившего при той же Владимирской церкви в 1831—1839 годах. У них родились: Надежда (1844 — после 1917), Михаил (1846—1885), Константин (1850-?) и Арсений (1857-?).

## Комментарии
1. ↑  В монографии С. Г. Рункевича приводится другая сумма, 947 257 р.[12], решительно нереальная.
2. ↑  А. С. Родосский считает, что «о. Соколов… сильно пострадал от людской клеветы, неправды и зависти»[3]. Вторит ему и прот. В. Я. Михайловский: «…Досточтимый о. настоятель Владимирской церкви Александр Николаевич Соколов имеет незаслуженные скорби от владыки, сделавшего ему резкий выговор по клевете гнусной…»[15]